# Sina Corporation
Die Sina Corporation (chinesisch 新浪公司, Pinyin Xīnlàng gōngsī) ist ein 1991 gegründetes Internetunternehmen aus China. Es ist der Betreiber von SINA.com, der 16. meistbesuchten Website der Welt, sowie weiteren Internetangeboten wie SINA Mobile, SINA.net und SINA Weibo. SINA hat über 94,8 Millionen registrierte Nutzer weltweit.

## Geschichte
Im Jahr 1991 gründeten Wang Zhidong und Tan Yanchou das Unternehmen als Suntendy Electronic Technology and Research um eine chinesischsprachige Shell für Windows zu entwickeln. Diese wurde schließlich 1993 unter dem Namen RichWin auf den Markt gebracht. Im selben Jahr änderte das Unternehmen seinen Namen in Beijing Stone Rich Sight Information Technology Company (SRS). RichWin erfreute sich in China großer Beliebtheit und wurde bis Mitte der 1990er-Jahre auf fast 80 % der ca. drei Millionen Personal Computer in China benutzt.
Nach einer Reise in die Vereinigten Staaten im Jahr 1995 wollten Zhidong und Yanchou das Unternehmen dem Internet näher bringen und brachten 1996 eine neue Version von RichWin, welche mit einem Webbrowser ausgestattet war, auf den Markt. Dieser wurde stetig weiterentwickelt und so wurde SRS schnell zum beliebtesten Webportal Chinas. Im Jahr 1997 konnte die Seite täglich mehr als eine Million Aufrufe verzeichnen.
Um das Unternehmen über China heraus zu expandieren, wurde SRS 1998 mit dem von Studenten der Stanford University gegründeten Start-Up Sinanet zusammengeschlossen. Sinanet bot Chinesen in den Vereinigten Staaten eine einfache Möglichkeit, sich mit Familie und Freunden in China in Verbindung zu setzen und erfreute sich bereits großer Beliebtheit. Durch den Zusammenschluss wurde die Firma in SINA Corporation umbenannt und es wurde erstmals die Website sina.com ins Leben gerufen.
1999 fand schließlich der Börsengang des Unternehmens an der NASDAQ statt. Der Wert des Unternehmens wurde damals von Analysten auf einen Wert von ca. 1,5 Mrd. US-Dollar geschätzt. 2000 ging SINA eine Kooperation mit der China Telecom ein, um die Internetnutzung im Land zu erhöhen. Dadurch konnte die Anzahl der Internetnutzer in China von 4,5 Millionen im Jahr 1999 auf mehr als 50 Millionen im Jahr 2002 gesteigert werden.
Durch die gesteigerte Nutzung von Mobiltelefonen begann China 2001 auch SMS-Abonnements zu mehr als 60 Angeboten anzubieten. Im selben Jahr trat Wang Zhidong als Geschäftsführer zurück; seinen Platz nahm Daniel Mao ein.
Heute wird das Unternehmen vom Chinesen Charles Chao geleitet.

## Produkte
- SINA.com – Infotainment-Portal
- SINA Weibo – Microblogging-Dienst
- SINA Mobile – Angebot für Mobiltelefone
- SINA.net – Infotainment-Portal